# 5 april
5 april is de 95ste dag van het jaar (96ste in een schrikkeljaar) in de gregoriaanse kalender. Hierna volgen nog 270 dagen tot het einde van het jaar.

## Gebeurtenissen
- Algemeen
  - 1614 - In Virginia trouwt Pocahontas met de Engelse kolonist John Rolfe.
  - 1722 - De Nederlandse zeevaarder Jacob Roggeveen ontdekt Paaseiland.
  - 1963 - Prinses Marijke laat haar naam veranderen. Ze heet voortaan Prinses Christina.
  - 1968 - Als reactie op de moordaanslag op Martin Luther King op de dag ervoor, ontstaan in diverse Amerikaanse steden gewelddadigheden.
  - 1998 - Prinses Marie Esmeralda van België huwt in Londen met de gerenommeerde wetenschapper Salvador Moncada.
  - 2016 - De oudste chimpansee van Nederland sterft in Koninklijke Burgers' Zoo in Arnhem. De Afrikaanse mensaap genaamd Mama was 59 jaar.
  - 2024 - Door zware regenval treden rivieren buiten hun oevers in het Oeralgebergte en breekt een dam aan de Russische industriestad Orsk, vlak bij de grens met Kazachstan. De overstroming zet meer dan 6.600 huizen onder water en duizenden inwoners worden geëvacueerd.[1]

- Economie
  - 1992 - De regering van Finland besluit tot drastische bezuinigingen om het vertrouwen in de door een zware recessie getroffen economie te herstellen.

- Media
  - 1959 - Eerste uitzending van het programma Sport in Beeld op de Nederlandse televisie, de voorloper van Studio Sport.
  - 1960 - De film Ben-Hur wint elf Oscars.
  - 1985 - Honderden radiostations over de hele wereld draaien op hetzelfde moment dezelfde plaat: We Are The World. Met de verkoop van de plaat worden mensen geholpen in hongerend Afrika.
  - 1995 - Philip Freriks wordt de nieuwe nieuwslezer van het Journaal.

- Oorlog
  - 1942 - Japanse strijdkrachten voeren een bombardement op Colombo en de marinebasis daar uit, maar de geallieerde schepen hadden al op 30 maart de haven verlaten.
  - 1943 - Bij een geallieerd bombardement vallen in Mortsel meer dan 900 doden en 1300 gewonden bij de burgerbevolking. De aanval was gericht tegen de ERLA-fabriek maar de bommen vallen meer dan een kilometer daarvandaan.
  - 1945 - Begin van de Opstand van de Georgiërs.
  - 1982 - Engeland stuurt een vloot naar de Falklandeilanden die eerder in de maand door Argentinië zijn bezet.
  - 1986 - In een Berlijnse discotheek ontploft een bom; er vallen drie doden en 155 gewonden.

- Politiek
  - 1930 - In een gebaar van burgerlijke ongehoorzaamheid breekt Mahatma Gandhi de Britse wet door naar de zee te lopen en zout te maken.
  - 1951 - Julius en Ethel Rosenberg worden ter dood veroordeeld na schuldig bevonden te zijn aan spionage voor de Sovjet-Unie.
  - 1955 - Winston Churchill treedt om gezondheidsredenen af als Eerste minister van het Verenigd Koninkrijk.
  - 1976 - In China leiden hevige protesten op het Tiananmen-plein tot een incident waarbij ten minste zestig demonstranten omkomen.
  - 1990 - De Belgische koning Boudewijn treedt 48 uur af. Hij doet dat om een abortuswet niet te hoeven tekenen, waar hij niet achter kan staan.
  - 1992 - In Washington D.C. demonstreren 500.000 mensen voor abortus.
  - 1992 - De Peruviaanse president Alberto Fujimori stuurt het parlement met steun van het leger naar huis en ontslaat een groot aantal rechters op beschuldiging van corruptie.
  - 1996 - In België wordt oud-minister Guy Coëme wegens corruptie veroordeeld.
  - 2016 - Een stemming in het parlement om de Zuid-Afrikaanse president Jacob Zuma uit zijn ambt te zetten haalt onvoldoende stemmen.

- Sport
  - 1896 - Opening van de eerste moderne Olympische Spelen in Athene, Griekenland. Zie ook 6 april.
  - 1912 - Oprichting van de Italiaanse voetbalclub Modena FC.
  - 1978 - Het Nederlands voetbalelftal wint in Tunis met 4-0 van Tunesië in de voorbereiding op het WK voetbal 1978 in Argentinië. Debutant Dick Nanninga scoort twee keer. Andere debutanten zijn Arnold Mühren en Piet Wildschut.
  - 1980 - Jan Raas wint voor de vierde opeenvolgende keer Nederlands enige wielerklassieker, de Amstel Gold Race.
  - 1987 - De Belgische wielrenner Claude Criquielion wint de Ronde van Vlaanderen.
  - 1992 - Kieren Perkins scherpt in Canberra het wereldrecord op de 1500 meter vrije slag aan tot 14.48,40. Het oude record (14.50,36) stond sinds 13 januari 1991 op naam van de Duitse zwemmer Jörg Hoffmann.
  - 2009 - Stijn Devolder wint voor de tweede opeenvolgende keer de Ronde van Vlaanderen.
  - 2009 - Opening van Gamla Ullevi, een voetbalstadion in het Zweedse Göteborg en thuishaven van IFK Göteborg, GAIS en Örgryte IS en het Zweeds voetbalelftal.

- Wetenschap en technologie
  - 1753 - Oprichting van het British Museum.
  - 1923 - Firestone Tire and Rubber Company in Ohio begint met de productie van luchtbanden.
  - 1962 - Na bijna vier jaar boren ontmoeten Zwitserse en Italiaanse arbeiders elkaar onder de St.-Bernhard. In maart 1964 wordt de Grote Sint-Bernhardtunnel voor auto's geopend.
  - 1998 - In Japan wordt de Akashi-Kaikyo-brug geopend. De brug verbindt Shikoku met Honshu en kostte ongeveer US$3.8 miljard. Het is de langste hangbrug ter wereld.
  - 2024 - Lancering van een Falcon 9 raket van SpaceX vanaf Cape Canaveral Space Force Station Lanceercomplex 40 (SLC-40) voor de Starlink Group 6-47 missie met 23 Starlink satellieten.[2]

## Geboren

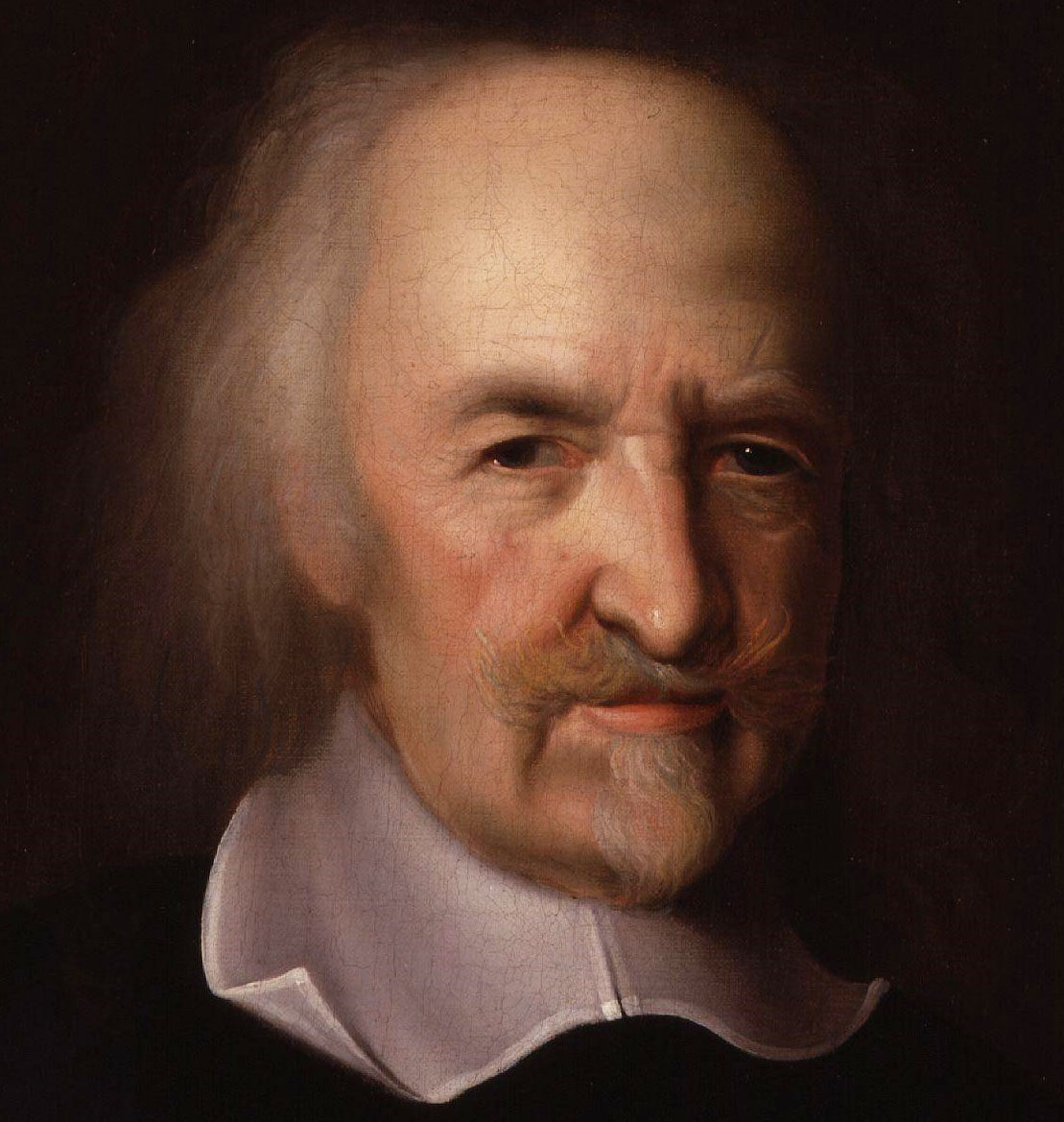
Thomas Hobbes
geboren in 1588

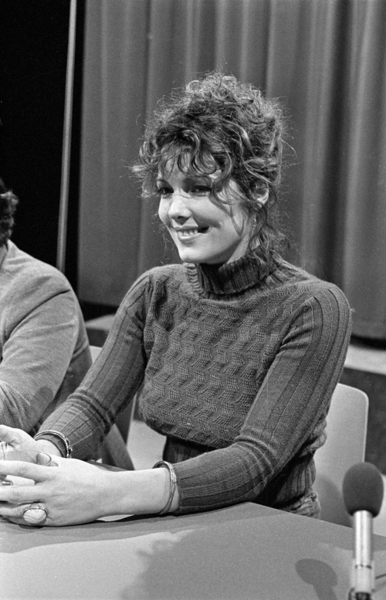
Willeke van Ammelrooy
geboren in 1944

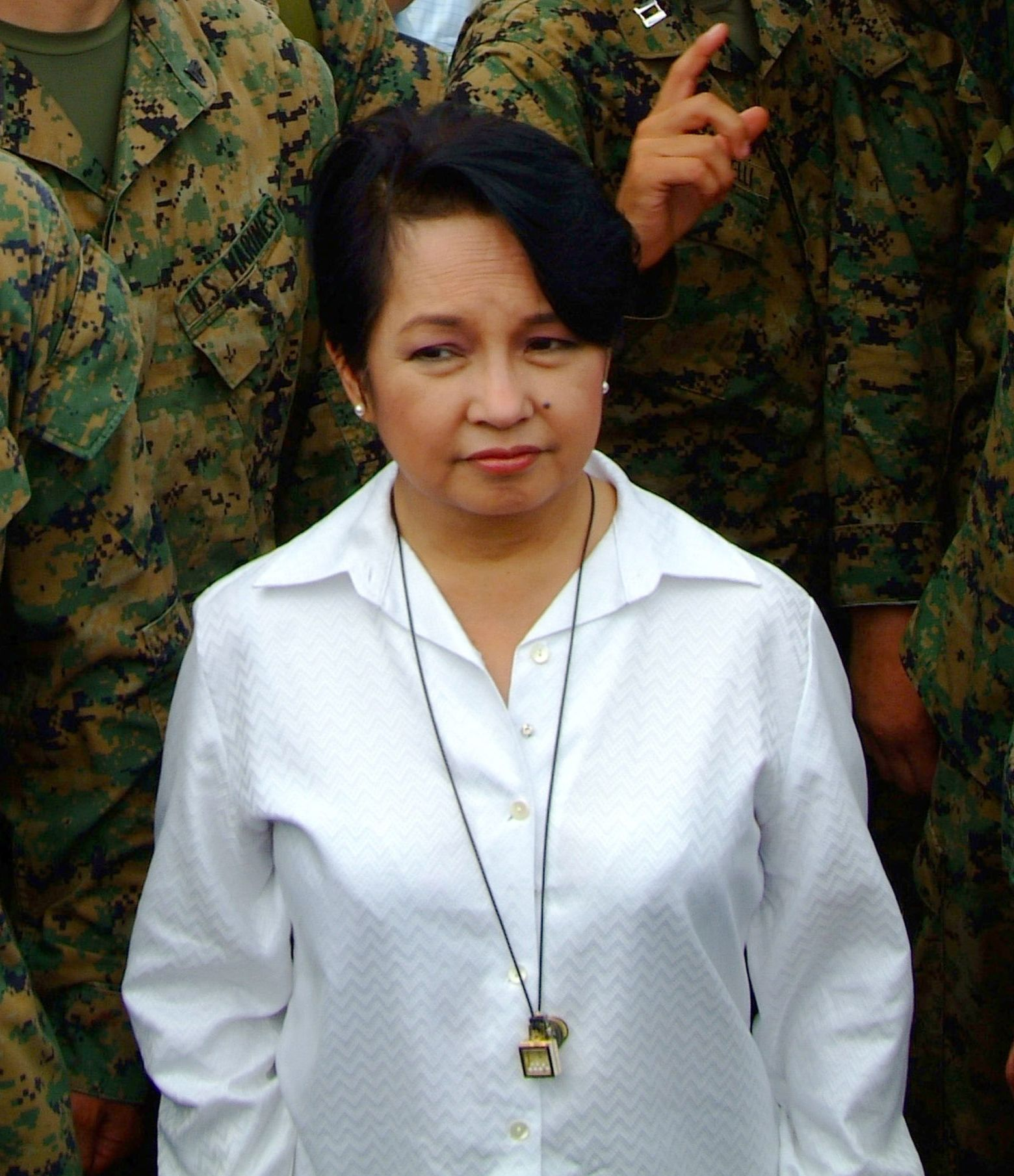
Gloria Macapagal-Arroyo
geboren in 1947

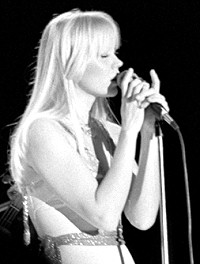
Agnetha Fältskog
geboren in 1950

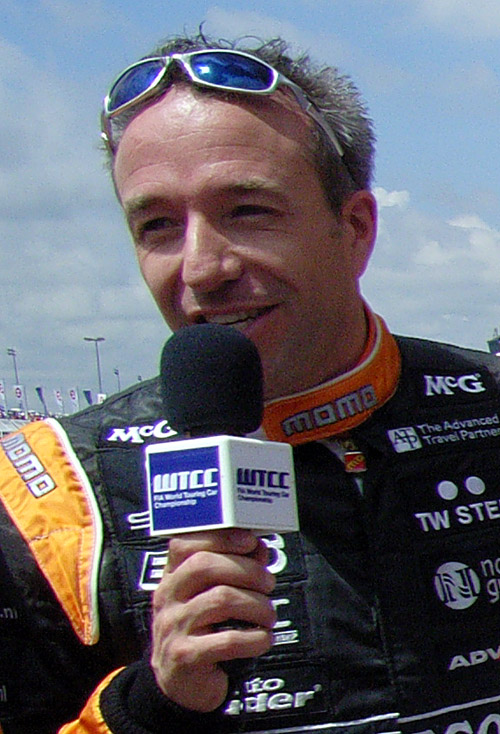
Tom Coronel
geboren in 1972

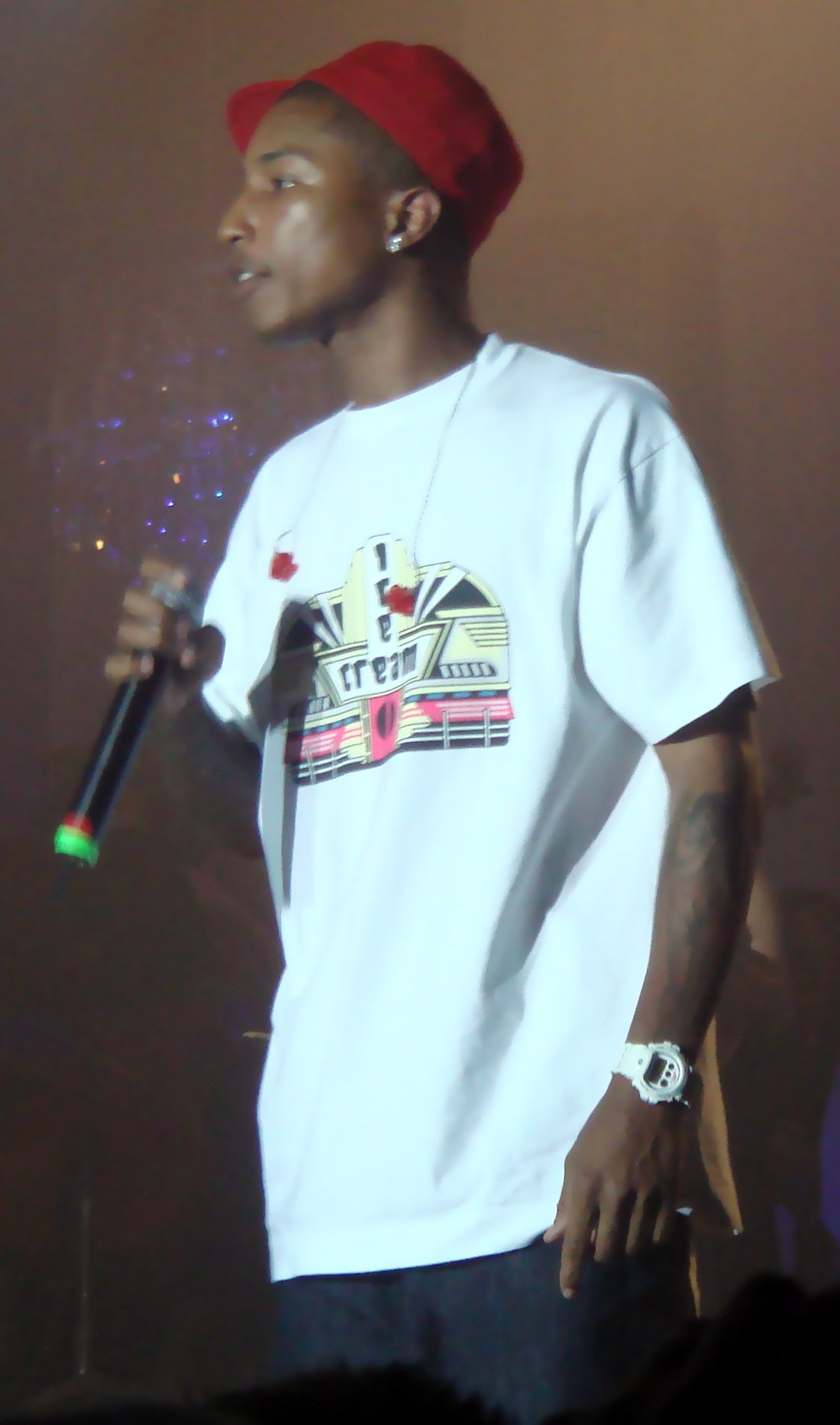
Pharrell Williams
geboren in 1973

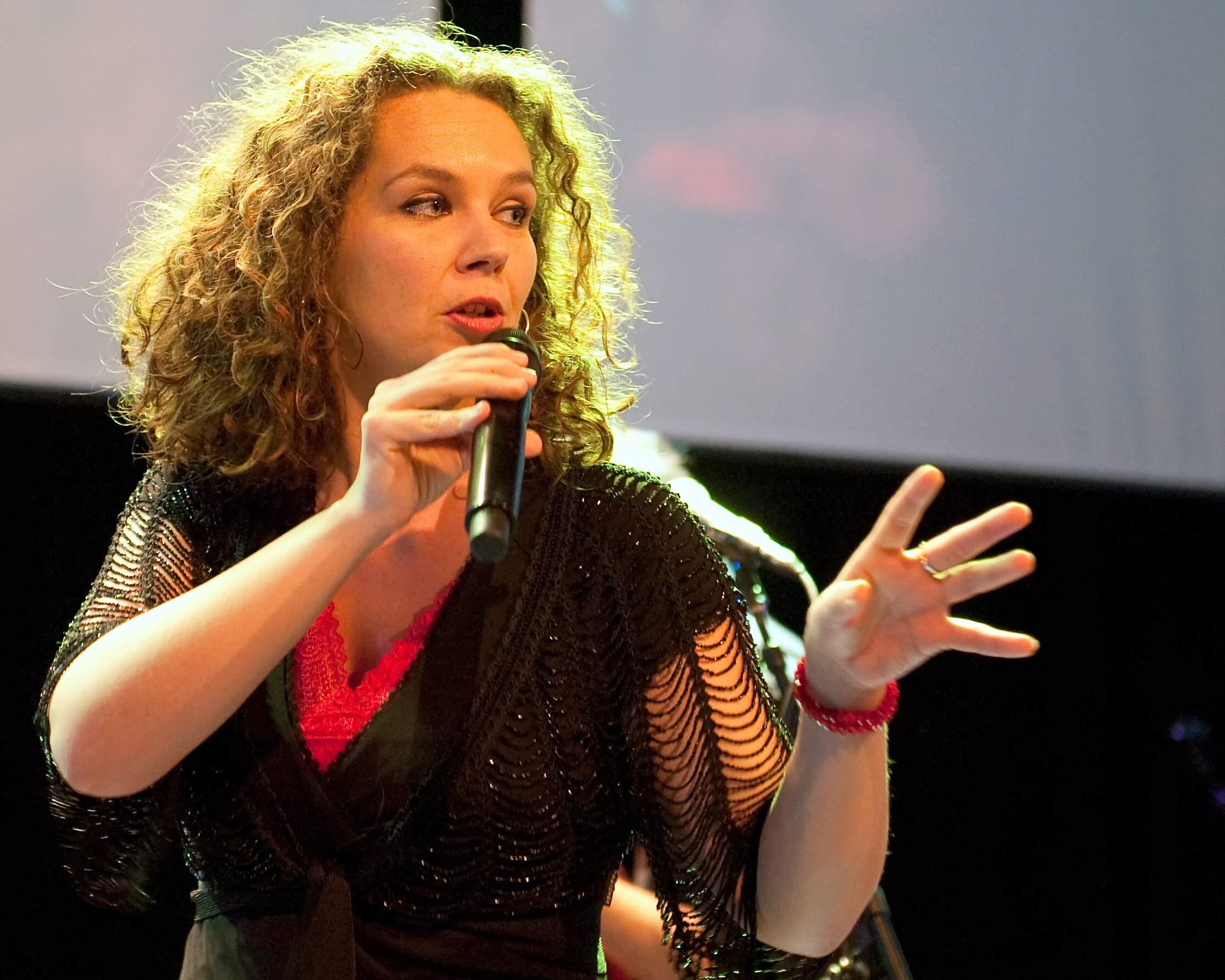
Sara Kroos
geboren in 1981

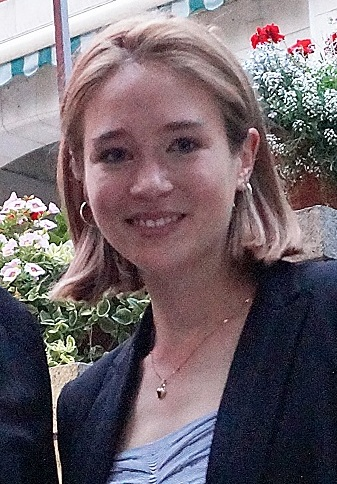
Zofia Wichłacz
geboren in 1995

- 1479 - Goeroe Amar Das, derde goeroe van het sikhisme (overleden 1574)
- 1511 - Johan III van Nassau-Saarbrücken, graaf van Saarbrücken en Saarwerden (overleden 1574)
- 1568 - Maffeo Barberini, Paus Urbanus VIII (overleden 1644)
- 1588 - Thomas Hobbes, Engels filosoof (overleden 1679)
- 1784 - Louis Spohr, Duits componist, violist, muziekpedagoog, musicoloog en dirigent (overleden 1859)
- 1790 - Cornelis Richard Anton van Bommel, Belgisch bisschop van Luik (overleden 1852)
- 1798 - Marie-Amélie Cogniet, Frans kunstschilder (overleden 1869)
- 1804 - Matthias Jacob Schleiden, Duits bioloog (overleden 1881)
- 1827 - Joseph Lister, Engels chirurg (overleden 1912)
- 1856 - Booker T. Washington, Amerikaans zwarte leider (overleden 1915)
- 1868 - Ketty Gilsoul-Hoppe, Belgisch kunstenaar (overleden 1939)
- 1869 - Albert Roussel, Frans componist (overleden 1937)
- 1874 - Emmanuel Suhard, Frans kardinaal-aartsbisschop van Parijs (overleden 1949)
- 1875 - Mistinguett (Jeanne Bourgeois), Frans actrice en zangeres (overleden 1956)
- 1877 - Edouard Ronvaux, Belgisch politicus (overleden 1958)
- 1878 - Albert Champion, Frans wielrenner en constructeur (overleden 1927)
- 1880 - Vicente Madrigal, Filipijns zakenman en senator (overleden 1972)
- 1885 - Maria Bouwmeester, Nederlands feministe en vakbondsbestuurster (overleden 1956)
- 1886 - Willy Derby, Nederlands zanger (overleden 1944)
- 1890 - Fie Carelsen, Nederlands actrice, echtgenote van Jean-Louis Pisuisse (overleden 1975)
- 1891 - Arnold Jackson, Brits atleet en militair (overleden 1972)
- 1892 - Hermann Kemper, Duits uitvinder van de magneetzweeftrein (overleden 1977)
- 1893 - Clas Thunberg, Fins natuurijsschaatser (overleden 1973)
- 1894 - Pieter Jacob Six, Nederlands verzetsstrijder in WOII (overleden 1986)
- 1900 - Spencer Tracy, Amerikaans acteur (overleden 1967)
- 1902 - Wal Handley, Brits motor- en autocoureur (overleden 1941)
- 1905 - Jef Maes, Belgisch componist (overleden 1996)
- 1905 - Waldeck Rochet, Frans communistisch politicus (overleden 1983)
- 1906 - Hans s'Jacob, Nederlands politicus (overleden 1967)
- 1907 - Jan Zeldenrust, Nederlands patholoog-anatoom (overleden 1990)
- 1908 - Bette Davis, Amerikaans filmactrice (overleden 1989)
- 1908 - Herbert von Karajan, Oostenrijks dirigent (overleden 1989)
- 1909 - Albert R. Broccoli, Amerikaans filmproducent (overleden 1996)
- 1912 - Makar Hontsjarenko, Sovjet-Oekraïens voetballer (overleden 1997)
- 1916 - Gregory Peck, Amerikaans acteur (overleden 2003)
- 1917 - Robert Bloch, Amerikaans schrijver (overleden 1994)
- 1917 - Frits de Ruijter, Nederlands atleet (overleden 2012)
- 1917 - Dick Wama (Dick de Maat), Nederlands entertainer (overleden 1980)
- 1920 - Barend Biesheuvel, Nederlands politicus (overleden 2001)
- 1920 - Arthur Hailey, Engels-Canadees schrijver (overleden 2004)
- 1922 - Tom Finney, Engels voetballer (overleden 2014)
- 1922 - René Libert, Belgisch atleet (overleden 2007)
- 1922 - Andy Linden, Amerikaans autocoureur (overleden 1987)
- 1922 - Alfonso Thiele, Amerikaans autocoureur (overleden 1986)
- 1923 - Ernest Mandel, Belgisch marxist (overleden 1995)
- 1923 - Nguyen Van Thieu, president van Zuid-Vietnam (overleden 2001)
- 1926 - Roger Corman, Amerikaans filmregisseur en filmproducent (overleden 2024)
- 1927 - Nicolás Redondo Urbieta, Spaans vakbondsman en politicus (overleden 2023)
- 1929 - Hugo Claus, Belgisch schrijver (overleden 2008)
- 1929 - Ivar Giaever, Noors natuurkundige en Nobelprijswinnaar (overleden 2025)
- 1929 - Nigel Hawthorne, Engels acteur (overleden 2001)
- 1929 - Joe Meek, Engels muziekproducent (overleden 1967)
- 1930 - Brian Pollard, Engels-Nederlands fagottist (overleden 2013)
- 1931 - Jack Clement, Amerikaans muziekmaker en filmmaker (overleden 2013)
- 1933 - Bonno Thoden van Velzen, Nederlands antropoloog en surinamist (overleden 2020)
- 1934 - Hein Essink, Nederlands judoka (overleden 2014)
- 1934 - Roman Herzog, Duits politicus en president (overleden 2017)
- 1935 - Peter Grant, Engels acteur en manager van Led Zeppelin (overleden 1995)
- 1936 - Ronnie Bucknum, Amerikaans autocoureur (overleden 1992)
- 1937 - John Loridon, Belgisch basketballer (overleden 2020)
- 1937 - Colin Powell, Amerikaans militair en politicus (overleden 2021)
- 1937 - Andrzej Schinzel, Pools wiskundige (overleden 2021)
- 1937 - Arie Selinger, Israëlisch volleybalcoach
- 1937 - Maryanne Trump Barry, Amerikaans rechter en advocaat (overleden 2023)
- 1937 - Maurice Warnon, Belgisch-Amerikaans geestelijke (overleden 2011)
- 1939 - Leka van Albanië, koning van Albanië, was de enige zoon van koning Zog I (overleden 2011)
- 1939 - Ronnie White, Amerikaans soulzanger en liedschrijver (van The Miracles) (overleden 1995)
- 1941 - Hans Mondt, Nederlands radiomaker en dj (overleden 1995)
- 1942 - Marjan Ackermans-Thomas, Nederlands atlete
- 1942 - Allan Clarke, Engels zanger van de band The Hollies
- 1942 - Peter Greenaway, Welsh filmregisseur
- 1942 - Agaath Witteman, Nederlands theatermaakster en politica
- 1943 - Max Gail, Amerikaans acteur
- 1943 - Miet Smet, Belgisch politica (overleden 2024)
- 1944 - Willeke van Ammelrooy, Nederlands actrice
- 1944 - Hiroyuki Hosoda, Japans politicus (overleden 2023)
- 1944 - Willy Planckaert, Belgisch wielrenner
- 1946 - Cees Loffeld, Nederlands voetballer en voetbaltrainer (overleden 2023)
- 1947 - Paul van Gelder, Nederlands diskjockey (overleden 2024)
- 1947 - Gloria Macapagal-Arroyo, Filipijns president
- 1949 - John Berg, Amerikaans acteur (overleden 2007)
- 1949 - Marjon Lambriks, Nederlands sopraan
- 1950 - Agnetha Fältskog, Zweeds zangeres van ABBA
- 1950 - Everett Morton, Brits drummer en percussionist (overleden 2021)
- 1951 - Theo Smit, Nederlands wielrenner (overleden 2023)
- 1953 - Wim Kerkhof, Nederlands zanger en musicus van The Amazing Stroopwafels
- 1953 - Raleb Majadele, Arabisch-Israëlisch ondernemer en politicus
- 1954 - Roger van Hamburg, Nederlands zwemmer
- 1954 - Stan Ridgway, Amerikaans zanger
- 1955 - Anthony Horowitz, Brits (scenario)schrijver
- 1955 - Akira Toriyama, Japans mangaka (Dragon Ball) (overleden 2024)
- 1956 - El Risitas, Spaans acteur en komiek (overleden 2021)
- 1958 - Lasantha Wickramatunga, Sri Lankaans journalist (overleden 2009)
- 1960 - Hans de Koning, Nederlands voetbaldoelman en voetbaltrainer
- 1960 - Hiromi Taniguchi, Japans atleet
- 1961 - Rik Grashoff, Nederlands bouwkundig ingenieur en politicus
- 1961 - Anita Staps, Nederlands judoka
- 1961 - Jan Tops, Nederlands springruiter
- 1961 - Lisa Zane, Amerikaans actrice en zangeres
- 1962 - Reinier van den Berg, Nederlands meteoroloog
- 1962 - Martin Schalkers, Nederlands wielrenner
- 1962 - Sander Simons, Nederlands communicatieadviseur, publicist, journalist en nieuwslezer (overleden 2010)
- 1963 - Bart Bosch, Nederlands stemacteur, presentator en zanger
- 1964 - Steve Beaton, Engels darter
- 1964 - Suzanne Hazenberg, Nederlands schrijfster en scenarioschrijfster
- 1964 - Marius Lăcătuş, Roemeens voetballer
- 1966 - Mike McCready, Amerikaans gitarist
- 1967 - Erland Johnsen, Noors voetballer en voetbalcoach
- 1969 - Natalie Venetia Belcon, Amerikaans actrice en zangeres
- 1969 - Vjatsjeslav Dzjavanjan, Russisch wielrenner
- 1969 - Tomislav Piplica, Bosnisch voetballer
- 1970 - Valérie Bonneton, Frans actrice
- 1970 - Willemijn Duyster, Nederlands hockeyster
- 1970 - Irina Timofejeva, Russisch atlete
- 1971 - Krista Allen, Amerikaans actrice
- 1972 - Tim Coronel, Nederlands autocoureur
- 1972 - Tom Coronel, Nederlands autocoureur
- 1972 - Jason Forrest, Amerikaans muzikant
- 1972 - Paul Okon, Australisch voetballer
- 1973 - Pharrell Williams, Amerikaans musicus
- 1974 - Martin Müller, Duits wielrenner
- 1974 - Vjatsjelav Voronin, Russisch atleet
- 1974 - Tiemen Westerduin, Nederlands schrijver, spreker en jongerenwerker
- 1975 - John Hartson, Welsh voetballer
- 1975 - Juicy J, Amerikaans rapper
- 1976 - Péter Biros, Hongaars waterpoloër
- 1976 - Simone Inzaghi, Italiaans voetballer
- 1976 - G-Spott, Nederlands dj en producer
- 1976 - Fernando Morientes, Spaans voetballer
- 1976 - Valeria Straneo, Italiaans atlete
- 1978 - Franziska van Almsick, Duits zwemster en fotomodel
- 1978 - Ghita Beltman, Nederlands wielrenster
- 1978 - Dwain Chambers, Brits atleet
- 1978 - Arnaud Tournant, Frans baanwielrenner
- 1979 - Sarah Dobbe, Nederlands politica
- 1979 - Timo Hildebrand, Duits voetbaldoelman
- 1980 - Alberta Brianti, Italiaans tennisster
- 1980 - Joris Mathijsen, Nederlands voetballer
- 1980 - Rasmus Quist Hansen, Deens roeier
- 1981 - Thomas Blaschek, Duits atleet
- 1981 - Sara Kroos, Nederlands cabaretier
- 1981 - Pieter Weening, Nederlands wielrenner
- 1982 - Hayley Atwell, Brits actrice
- 1982 - Thomas Hitzlsperger, Duits voetballer
- 1982 - Alexandre Prémat, Frans autocoureur
- 1982 - Daniil Sapunov, Oekraïens-Kazachs triatleet
- 1983 - Coen de Koning, Nederlands zeiler
- 1984 - Rune Brattsveen, Noors biatleet
- 1984 - Dejan Kelhar, Sloveens voetballer
- 1984 - Jason Rees, Australisch honkballer
- 1985 - Erwin l'Ami, Nederlands schaker
- 1985 - Jolanda Keizer, Nederlands atlete
- 1985 - Jan Smeets, Nederlands schaker
- 1986 - Anna Sophia Berglund, Amerikaans model en actrice
- 1986 - Eetu Muinonen, Fins voetballer
- 1987 - Bart van Brakel, Nederlands voetballer
- 1988 - Andrei Mutulescu, Roemeens voetballer (overleden 2011)
- 1988 - Aleksej Volkov, Russisch biatleet
- 1989 - Liemarvin Bonevacia, Curaçaos atleet
- 1989 - Mieke van Zonneveld, Nederlands dichter, letterkundige en docent
- 1990 - Odyssefs Meladinis, Grieks zwemmer
- 1990 - Sophia Papamichalopoulou, Cypriotisch alpineskiester
- 1990 - Bakary Sare, Ivoriaans voetballer
- 1990 - Género Zeefuik, Nederlands voetballer
- 1993 - Madeline Dirado, Amerikaans zwemster
- 1993 - Laura Feiersinger, Oostenrijks voetbalster
- 1995 - Clara Direz, Frans alpineskiester
- 1995 - Zofia Wichłacz, Pools actrice
- 1996 - Nicolas Beer, Deens autocoureur
- 1996 - Flemming, Nederlands singer-songwriter
- 1998 - Thomas Laurent, Frans autocoureur
- 1999 - Lilly Palmer, Duits dj en producer
- 1999 - Lorenzo Quartucci, Italiaans wielrenner
- 2000 - Jurgen Ekkelenkamp, Nederlands voetballer
- 2000 - Brian Plat, Nederlands voetballer
- 2000 - Felicia Truedsson, Zweeds actrice
- 2005 - Fermín Aldeguer, Spaans motorcoureur

## Overleden

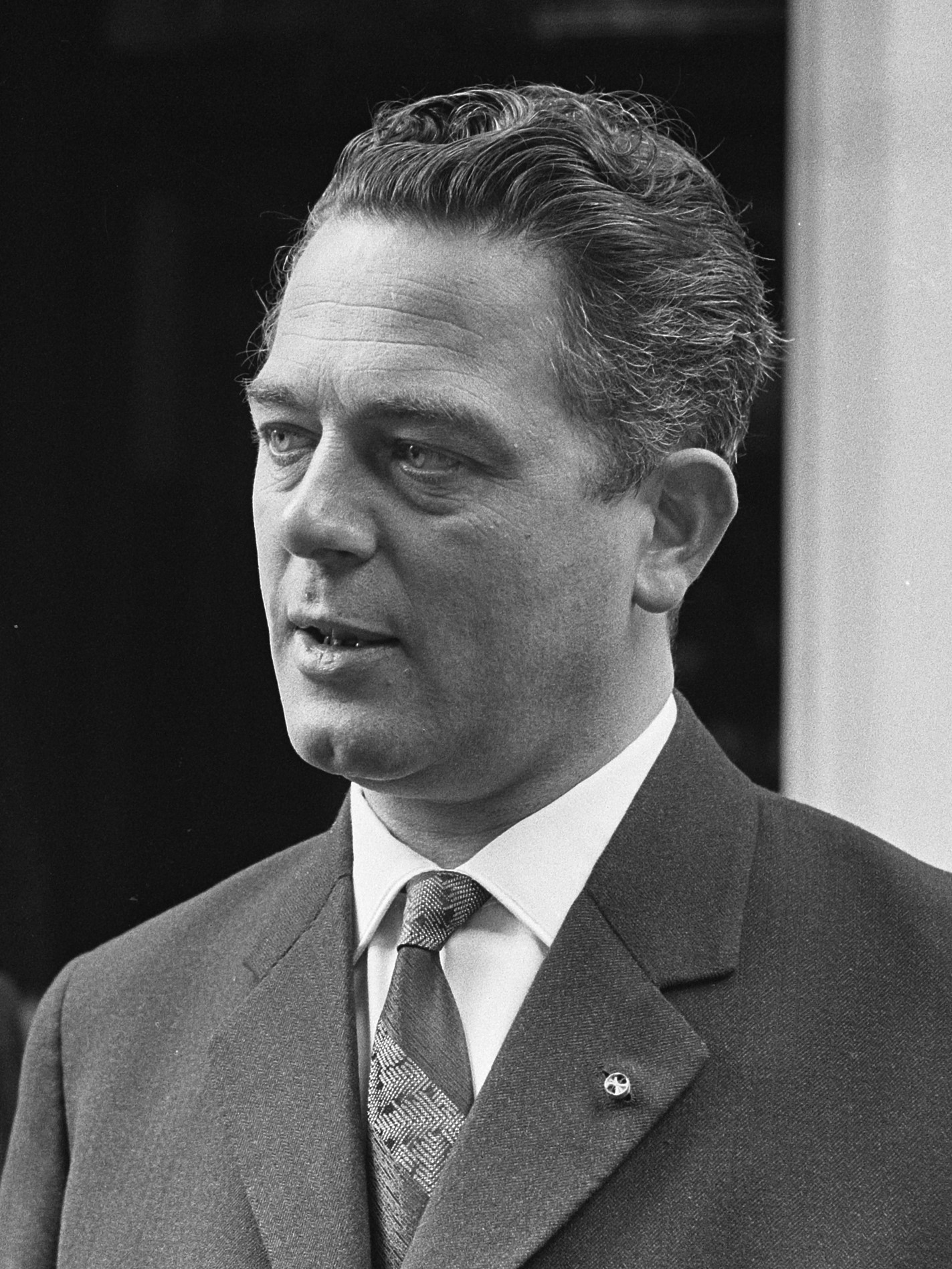
Victor Marijnen
overleden in 1975

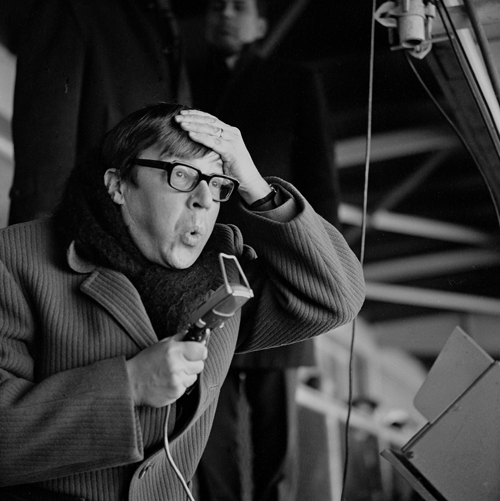
Theo Koomen
overleden in 1984

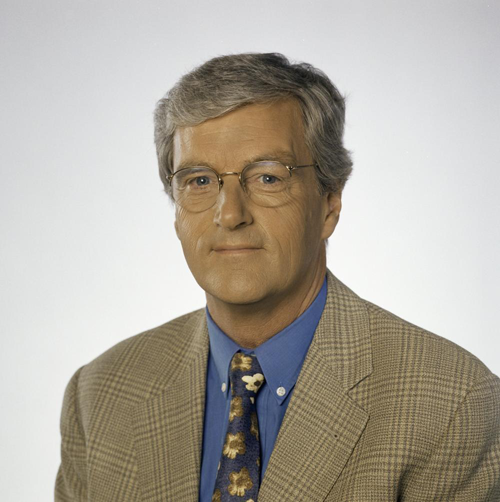
Harmen Siezen
overleden in 2025

- 1534 - Jan Matthijs (35), charismatisch leider van de wederdopers. Zijn volgelingen beschouwden hem als een profeet.
- 1574 - Catalina Tomàs (41), Spaans heilige
- 1684 - William Brouncker (~64), Brits wetenschapper
- 1697 - Karel XI van Zweden (41), koning van Zweden
- 1732 - Johann Christian Schieferdecker (52), Duits organist en componist
- 1765 - Edward Young (81), Engels dichter
- 1864 - Lodewijk Roelandt (78), Belgisch architect
- 1904 - Adriaan De Braekeleer (86), Belgisch kunstschilder
- 1906 - Eastman Johnson (81), Amerikaans kunstschilder
- 1906 - Wilhelmus Wulfingh (66), apostolisch vicaris van Suriname
- 1918 - George Tupou II (43), 2e koning van Tonga
- 1921 - Alphons Diepenbrock (58), Nederlands componist
- 1923 - Lord Carnarvon (56), Brits egyptoloog
- 1933 - Hjalmar Mellin (78), Fins wiskundige
- 1935 - Achille Locatelli (79), Italiaans nuntius in België en Nederland en curiekardinaal
- 1941 - Banjo Paterson (77), Australisch dichter
- 1954 - Märtha van Zweden (53), kroonprinses van Noorwegen
- 1963 - J.J.P. Oud (73), Nederlands architect
- 1964 - Douglas MacArthur (84), Amerikaans legerleider
- 1967 - Hermann Joseph Muller (76), Amerikaans geneticus en Nobelprijswinnaar
- 1969 - Hendrik Wiegersma (77), Nederlands arts en kunstenaar
- 1970 - Jaap Stotijn (78), Nederlands hoboïst en muziekpedagoog
- 1973 - David Murray (63), Schots autocoureur
- 1975 - Chiang Kai-shek (87), Taiwanees president
- 1975 - Victor Marijnen (58), Nederlands politicus
- 1976 - Howard Hughes (70), Amerikaans miljardair-kluizenaar, vliegenier, filmproducer en -regisseur
- 1977 - Bekir Refet (77), Turks voetballer
- 1980 - Johan Briedé (94), Nederlands grafisch vormgever
- 1981 - Martien van Helvoort (75), Nederlands politicus en burgemeester
- 1981 - Cornelis Verolme (80), Nederlands ondernemer
- 1982 - Adri Pieck (87), Nederlands schilder
- 1983 - Cephas Stauthamer (83), Nederlands beeldhouwer
- 1984 - Arthur Harris (91), Brits maarschalk
- 1984 - Theo Koomen (54), Nederlands sportverslaggever
- 1984 - Leonard Antoon Hubert Peters (83) Nederlands landbouwkundige, burgemeester en politicus
- 1984 - Wim van de Plas (71), Nederlands kunstschilder
- 1984 - Bé Thoden van Velzen (80), Nederlands beeldhouwer
- 1984 - Giuseppe Tucci (89), Italiaans oriëntalist
- 1985 - Philip Jongeneel (91), Nederlands roeier
- 1985 - Hannes Schroll (75), Oostenrijks-Amerikaans alpineskiër
- 1985 - Gerhard Wilck (86), Duits bevelhebber
- 1986 - Jozef Tolleneer (87), Belgisch politicus
- 1987 - Gabrielle Berthoud (79), Zwitsers historica
- 1987 - Mario Negri (70), Italiaans beeldhouwer
- 1989 - Frank Foss (93), Amerikaans atleet
- 1989 - Charles Vanel (96), Frans acteur en filmregisseur
- 1989 - Karel Zeman (78), Tsjechisch filmregisseur
- 1990 - Louis Nelson (87), Amerikaans jazzmuzikant
- 1990 - Nico Scheepmaker (59), Nederlands schrijver en columnist
- 1990 - Coen Schilt (82), Nederlands beeldhouwer en schilder
- 1991 - Sonny Carter (43), Amerikaans astronaut
- 1992 - Jan Broerze (78), Nederlands beeldhouwer en schilder
- 1994 - Kurt Cobain (27), Amerikaans zanger en gitarist (Nirvana)
- 1994 - Cor Wals (83), Nederlands wielrenner
- 1995 - Nicolaas Cortlever (79), Nederlands schaker
- 1996 - Nadieh (37), Nederlands zangeres
- 1997 - Allen Ginsberg (70), Amerikaans dichter en schrijver
- 1998 - Hans van Zijl (57), Nederlands nieuwslezer
- 2000 - Heinrich Müller (90), Oostenrijks voetballer en voetbalcoach
- 2001 - Albert Baltus (91), Belgisch politicus
- 2002 - Layne Staley (34), Amerikaans zanger (Alice in Chains)
- 2003 - Martha Scott (90), Amerikaans actrice
- 2004 - Fernand Goyvaerts (65), Belgisch voetballer
- 2005 - Saul Bellow (89), Amerikaans schrijver en Nobelprijswinnaar
- 2006 - Gene Pitney (65), Amerikaans zanger
- 2007 - Maria Gripe (83), Zweeds schrijver
- 2007 - Mark St. John (51), Amerikaans leadgitarist in de hardrock/glamrock band Kiss
- 2007 - Thomas Stoltz Harvey (88), Amerikaans patholoog
- 2008 - Charlton Heston (84), Amerikaans filmacteur
- 2008 - Jacques Reuland (89), Nederlands componist, dirigent en pedagoog
- 2009 - Wojciech Alaborski (67), Pools acteur
- 2009 - Wouter Barendrecht (43), Nederlands filmproducent
- 2009 - Irving John Good (92), Brits statisticus
- 2010 - Molefi Sefularo (52), Zuid-Afrikaans arts en politicus
- 2011 - Baruch Samuel Blumberg (85), Amerikaans Nobelprijswinnaar
- 2011 - Ange-Félix Patassé (74), president van de Centraal-Afrikaanse Republiek
- 2012 - Angelo Castro jr. (67), Filipijns televisiepresentator en acteur
- 2012 - Barney McKenna (72), Iers muzikant
- 2012 - Bingu wa Mutharika (78), president van Malawi
- 2013 - Piero de Palma (87), Italiaans tenor
- 2014 - Peter Matthiessen (86), Amerikaans schrijver
- 2014 - John Pinette (50), Amerikaans komiek en acteur
- 2014 - Jan Peter Schmittmann (57), Nederlands bankier en organisatieadviseur
- 2014 - Gordon Smith (59), Schots voetballer
- 2015 - Barbara Bergmann (87), Amerikaans econoom
- 2015 - Richard Dysart (86), Amerikaans acteur
- 2015 - Claudio Prieto (84), Spaans componist
- 2015 - Julie Wilson (90), Amerikaans actrice
- 2016 - Ton van den Bremer (68), Nederlands muziekproducent, -manager en songwriter
- 2016 - Zyta Gilowska (66), Pools politicus
- 2016 - Jos de Rooij (60), Nederlands accordeonist
- 2017 - Jan W. van der Hoorn (93), Nederlands marathonschaatser
- 2017 - Paul O'Neill (61), Amerikaans muziekproducer en muzikant
- 2017 - Tim Parnell (84), Brits autocoureur
- 2018 - Eric Bristow (60), Brits darter
- 2018 - Gustaaf Leclercq (106), oudste man van België
- 2018 - Branislav Pokrajac (71), Joegoslavisch handballer
- 2018 - Arthur Spronken (87), Nederlands beeldhouwer
- 2018 - Isao Takahata (82), Japans animeregisseur
- 2018 - Raymonda Vergauwen (90), Nederlands-Belgisch zwemster
- 2019 - Sydney Brenner (92), Zuid-Afrikaans bioloog
- 2019 - Ib Glindemann (84), Deens jazztrompettist, -componist en bigbandleider
- 2020 - Honor Blackman (94), Brits actrice
- 2020 - Margaret Burbidge (100), Amerikaans-Brits astrofysicus
- 2020 - Lee Fierro (91), Amerikaans actrice
- 2020 - Leo Geurtjens (96), Nederlands beeldhouwer
- 2020 - Mahmoud Jibril (67), Libisch politicus
- 2020 - André Verroken (80), Belgisch meubelontwerper
- 2021 - Paul Ritter (54), Brits acteur
- 2022 - Sidney Altman (82), Canadees moleculair bioloog en Nobelprijswinnaar
- 2022 - Ashok Bhalotra (79), Indiaas-Nederlands stedenbouwkundige
- 2022 - Stanisław Kowalski (111), Pools atleet en supereeuweling
- 2022 - Nehemiah Persoff (102), Israëlisch-Amerikaans acteur
- 2022 - Bobby Rydell (79), Amerikaans zanger en acteur
- 2022 - Paul Siebel (84), Amerikaans country- en folkgitarist en singer-songwriter
- 2022 - Bjarni Tryggvason (76), Canadees ruimtevaarder
- 2022 - Jimmy Wang Yu (79), Chinees acteur, regisseur en filmproducent
- 2023 - Jan Dorrestein (77), Nederlands golfspeler
- 2023 - Dusko Goykovich (91), Servisch jazztrompettist, -bugelist, arrangeur en orkestleider
- 2024 - Furio Cardoni (75), Luxemburgs voetballer
- 2024 - Harry Dikmans (96), Nederlands acteur en sneltekenaar
- 2024 - Willem Frijhoff (81), Nederlands hoogleraar en historicus
- 2024 - Gwij Mandelinck (Guido Haerynck) (87), Belgisch dichter
- 2024 - Phil Nimmons (100), Canadees jazzklarinettist en -componist
- 2024 - Joos Truijen (79), Nederlands burgemeester
- 2025 - Cornelis van Bree (92), Nederlands taalkundige
- 2025 - Heikki Hasu (99), Fins wintersporter
- 2025 - Stéphane Krafft (45), Frans wielrenner
- 2025 - Harmen Siezen (84), Nederlands nieuwslezer

## Viering/herdenking

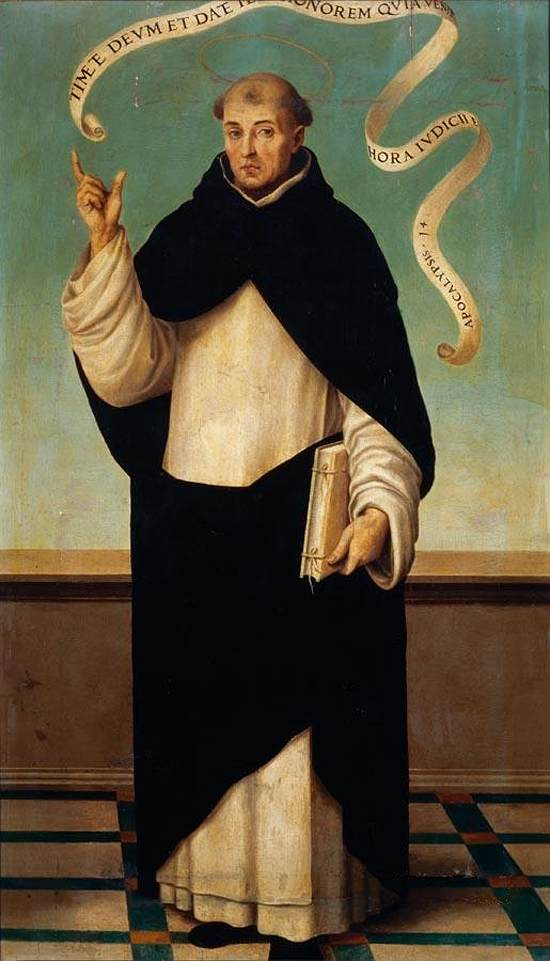
H. Vincent Ferrer

- In het Romeinse Rijk viert men de Megalensia ter ere van Cybele. Het feest duurt van 4 april tot 10 april
- Pasen in 1643, 1654, 1665, 1676, 1711, 1722, 1733, 1744, 1795, 1801, 1863, 1874, 1885, 1896, 1931, 1942, 1953, 2015, 2026, 2037, 2048.
- rooms-Katholieke kalender:
  - Heilige Vincent Ferrer († 1419) - Vrije Gedachtenis
  - Heilige Gera(a)rd (van Grande-Sauve) († 1095)
  - Heilige Irena van Thessalonica († 304)
  - Heilige Catalina Tomàs († 1574)
  - Heilige Æthelburga van Kent († 647)
  - Zalige Maria Kreszentia Hoess († 1744)
  - Zaligen Eva van Luik († 1265) en Juliana van Cornillon († 1258) - Gedachtenis (in Vlaamse bisdommen)
  - Zalige Mariano de la Mata († 1983)

## Weerextremen

### Nederland
| | Officiële records | Officiële records | Officiële records |      | Landelijke records | Landelijke records | Landelijke records                                        |
| Gebeurtenis | Jaar              | Extreem           | Locatie           | Jaar | Extreem            | Locatie            |                                                           |
| --- | ----------------- | ----------------- | ----------------- | ---- | ------------------ | ------------------ | --------------------------------------------------------- |
| Laagste etmaalgemiddelde temperatuur (°C) | 1911              | −2,2              | De Bilt           |      | 1911               | −2,7               | Eelde, Maastricht                                         |
| Hoogste etmaalgemiddelde temperatuur (°C) | 2024              | 13,4              | De Bilt           |      | 2024               | 15,2               | Westdorpe                                                 |
| Laagste minimumtemperatuur (°C) | 1911              | −5,5              | De Bilt           |      | 1911               | −6,6               | Eelde                                                     |
| Hoogste minimumtemperatuur (°C) | 2024              | 10,0              | De Bilt           |      | 2024               | 11,5               | Maastricht                                                |
| Laagste maximumtemperatuur (°C) | 1911              | 1,7               | De Bilt           |      | 1911               | −0,5               | Maastricht                                                |
| Hoogste maximumtemperatuur (°C) | 2020              | 19,6              | De Bilt           |      | 1957               | 24,0               | Twenthe                                                   |
| Hoogste uurgemiddelde windsnelheid (m/s) | 1905, 1947        | 13,9              | De Bilt           |      | 1989               | 21,6               | Huibertgat                                                |
| Hoogste windstoot (m/s) | 1953              | 22,6              | De Bilt           |      | 1989               | 27,3               | Huibertgat                                                |
| Langste zonneschijnduur (uur) | 2002, 2023        | 12,4              | De Bilt           |      | 2023               | 12,5               | De Kooy, Eelde, Hoogeveen, Hupsel, Nieuw Beerta           |
| Langste neerslagduur (uur) | 1997              | 12,0              | De Bilt           |      | 1997               | 15,0               | Twenthe                                                   |
| Hoogste etmaalsom van de neerslag (mm) | 2008              | 14,0              | De Bilt           |      | 1958               | 23,5               | Eelde                                                     |
| Laagste etmaalgemiddelde relatieve vochtigheid (%) | 1909, 1923, 2002  | 44                | De Bilt           |      | 1934 2002 2020     | 41                 | Maastricht Deelen, Hoek van Holland Eindhoven, Maastricht |
| Laagste uurwaarde luchtdruk op zeeniveau (hPa) | 1962              | 978,3             | De Bilt           |      | 1962               | 976,1              | De Kooy                                                   |
| Hoogste uurwaarde luchtdruk op zeeniveau (hPa) | 1980              | 1033,6            | De Bilt           |      | 1909               | 1036,3             | Eelde                                                     |
| Officiële records worden altijd gemeten op het KNMI-weerstation in De Bilt. Landelijke records kunnen worden gemeten op elk officieel KNMI-weerstation in Nederland. |                   |                   |                   |      |                    |                    |                                                           |

Uitzonderlijke gebeurtenissen
- 1911 - Officieel maandrecord laagste etmaalgemiddelde temperatuur in °C van april gemeten in De Bilt: −2,2
- 1911 - Landelijk maandrecord laagste etmaalgemiddelde temperatuur in °C van april gemeten in Eelde en Maastricht: −2,7
- 1911 - Officieel maandrecord laagste maximumtemperatuur in °C van april gemeten in De Bilt: 1,7
- 1911 - Landelijk maandrecord laagste maximumtemperatuur in °C van april gemeten in Maastricht: −0,5
- 1925 - Eerste officiële zachte dag van het jaar (maximumtemperatuur ≥ 15 °C in De Bilt)
- 1943 - Eerste landelijke warme dag van het jaar gemeten in Maastricht (maximumtemperatuur ≥ 20 °C op een officieel weerstation)
- 1969 - Eerste landelijke zachte dag van het jaar gemeten in Gilze-Rijen, Eindhoven en Soesterberg (maximumtemperatuur ≥ 15 °C op een officieel weerstation)
- 2020 - Eerste landelijke warme dag van het jaar gemeten in Eindhoven, Ell, Gilze-Rijen, Heino, Herwijnen, Hoek van Holland, Maastricht, Rotterdam, Volkel, Voorschoten, Westdorpe, Wijk aan Zee, Wilhelminadorp en Woensdrecht (maximumtemperatuur ≥ 20 °C op een officieel weerstation)
- 2023 - Landelijk laagste minimumtemperatuur in °C van april dit jaar gemeten in Eelde: −5,0
- 2024 - Officieel hoogste uurgemiddelde windsnelheid in m/s van april dit jaar gemeten in De Bilt: 9,0 (voorlopig). Samen met 4 en 9 april

### België
Dagrecords
- 1911 - Laagste etmaalgemiddelde temperatuur −0,6 °C
- 1848 - Hoogste etmaalgemiddelde temperatuur 14,7 °C
- 1911 - Laagste minimumtemperatuur −3,4 °C
- 1957 - Hoogste maximumtemperatuur 22,1 °C
- 1962 - Hoogste etmaalsom van de neerslag 20,7 mm

Uitzonderlijke gebeurtenissen
- 1975 - 55 cm sneeuw in Botrange (Waimes).

<< · 1 · 2 · 3 · 4 · 5 · 6 · 7 · 8 · 9 · 10 · 11 · 12 · 13 · 14 · 15 · 16 · 17 · 18 · 19 · 20 · 21 · 22 · 23 · 24 · 25 · 26 · 27 · 28 · 29 · 30 · >>